# Парламентские выборы в Сан-Марино (1949)
Парламентские выборы в Сан-Марино проходили 27 февраля 1949 года.
Народный альянс объединял Христианско-демократическую партию, Демократический союз Сан-Марино, Патриотическую ассоциацию независимых профсоюзов, а также некоторых независимых политиков. В Комитет свободы входили Коммунистическая и Социалистическая партии Сан-Марино. По сравнению с предыдущими выборами Комитет свободы потерял несколько мест парламента, но сохранил большинство, заняв 35 из 60 мест Генерального совета Сан-Марино.

## Результаты
| Партия                               | Голоса | %    | Мест | +/– |
| ------------------------------------ | ------ | ---- | ---- | --- |
| Комитет свободы                      | 2 753  | 57,7 | 35   | –5  |
| Сан-Маринский народный альянс        | 2 019  | 42,3 | 25   | +5  |
| Недействительных/пустых бюллетеней   | 38     | –    | –    | –   |
| Всего                                | 4 810  | 100  | 60   | 0   |
| Зарегистрированных избирателей/ Явка | 7 124  | 67,5 | –    | –   |
| Источник: Nohlen & Stöver            |        |      |      |     |